# Канцелярия премьер-министра Израиля
Канцелярия премьер-министра Израиля (также «Аппарат премьер-министра») представляет собой группу людей, состоящих на государственной службе или окружение премьер-министра, которые помогают премьер-министру Израиля в управлении его повесткой дня и координируют все аспекты его работы.
В этом отличие «канцелярии премьер-министра» от «министерства премьер-министра», которое является структурой, организованное законом и отвечающей за правительственное ведомство, возглавляемое премьер-министром и генеральным директором министерства, а также включающее другие органы (такие как Секретариат премьер-министра, Военный секретариат премьер-министра, Совет национальной безопасности, Социально- экономический штаб, Национальный экономический совет), которые не являются частью канцелярии премьер-министра.
Канцелярию возглавляет «руководитель аппарата премьер-министра», также известный как «глава канцелярии премьер-министра».

## Описание работы
Канцелярия премьер-министра управляет распорядком дня и повседневной работой премьер-министра. Его возглавляет глава канцелярии, который управляет расписанием премьер-министра и служит связующим звеном между премьер-министром и различными партиями в министерствах и в коалиции. В состав аппарата премьер-министра входят директор аппарата, помощники и секретари. Советники премьер-министра по различным вопросам подчиняются Канцелярии. Однако профессиональную работу советников премьер-министра в экономической и социальной сферах сопровождает генеральный директор министерства премьер-министра .
Премьер-министр имеет три офиса: официальный и главный в здании министерства премьер-министра в Иерусалиме, второй на правительственном этаже в резиденции Кнессета и третий в Кирие в Тель-Авиве.

## Канцелярия в медиадискурсе
Обычно, когда в средствах массовой информации и прессе публикуется информация о ежедневных событиях, касающихся определенных политик или действий, «Канцелярия премьер-министра дала ответ…» или «Ответ канцелярии премьер-министра», обычно этот ответ отражает позиция государства и, конечно же, правительства Израиля.

## Структура канцелярии
В соответствии с разделом 02.511 B Положения о государственной службе 2011 года подробно описаны должности в штаб-квартире премьер-министра.

### Должности в канцелярии
- Глава канцелярии премьер-министра Цахи Браверман
  -     - Директор канцелярии премьер-министра — Яир Каспариос
    - Советник премьер-министра по политическим вопросам — доктор Офир Флак
    - Две должности советников премьер-министра по вопросам связи
    - Советник премьер-министра по связям с кнессетом (он же советник премьер-министра по законодательным вопросам) — Наво Кац
    - Советник премьер-министра по мероприятиям и турам — Яир Каспариос
    - Советник премьер-министра по переписке
    - Шесть должностей помощников и советников премьер-министра по различным вопросам, которые определяются в соответствии с потребностями и усмотрением премьер-министра[1];
      - политический представитель премьер-министра — Йонатан Урих и Офер Голан

    - До пяти дополнительных должностей помощников и советников премьер-министра по различным вопросам, определяемым в соответствии с его потребностями, при условии одобрения подкомитета, назначаемого служебным комитетом из числа членов служебного комитета кнессета;
    - Политический помощник, который будет работать по контракту на срок, не превышающий срока полномочий премьер-министра, и не будет государственным служащим.
    - Шесть секретарских должностей премьер-министра (две из которых будут занимать постоянные должности, а остальные — доверительные должности) ;
    - Должности водителей согласно объему, определяемому с одобрения Комиссии по государственной службе.

  - Руководитель Национальной информационной системы — Мошик Авив
    - Руководитель системы связи с пресс-секретарем премьер-министра — Топаз Лок
    - Директор информационного штаба
    - Директор правительственного пресс-бюро — Ницан Чен ;

## Должности в резиденции премьер-министра
- Советник резиденции премьер-министра
- Директор резиденции премьер-министра
- Советник по операциям в резиденции премьер-министра
- Помощники по операциям в резиденции премьер-министра;
- Кухонный работник в резиденции премьер-министра;
- Домашние работники, численность которых будет определяться по правилам, применяемым на государственной службе[3].

## Офис жены премьер-министра
- Директор канцелярии жены премьер-министра[5][6].

## Офисы бывших премьер-министров
Согласно разделу 02.511 Положения о государственной службе в канцелярии каждого бывшего премьер-министра есть три должности:
- Советник бывшего премьер-министра;
- Директор канцелярии бывшего премьер-министра;
- Водитель бывшего премьер-министра[3].